# Platyprepia ochracea
Platyprepia ochracea är en fjärilsart som beskrevs av Richard Harper Stretch 1873. Platyprepia ochracea ingår i släktet Platyprepia och familjen björnspinnare. Inga underarter finns listade i Catalogue of Life.